# IEEE 802.11k-2008
IEEE 802.11k, IEEE 802.11k-2008 (англ. radio resource measurement of wireless LANs) — один из отраслевых стандартов беспроводной сети Wi-Fi, разработанных для перемещения клиента беспроводной сети между точками доступа, наряду со стандартами 802.11v и 802.11r. Являясь дополнением к стандарту IEEE 802.11-2007, IEEE 802.11k-2008 касается управления радиоресурсами в беспроводной локальной сети. Этот стандарт предназначен для улучшения распределения трафика в сети. Он предоставляет информацию об условиях радиосвязи и о доступных сетях, чтобы обеспечить оптимальный уровень обслуживания мобильной беспроводной локальной сети.
Стандарт IEEE 802.11k в 2012 году был включён в стандарт IEEE 802.11-2012.
IEEE 802.11k описывает протокол, по которому точка доступа передаёт мобильному устройству Wi-Fi сведения о соседних точках доступа, что позволяют устройству лучше понять его окружение в среде радиосвязи.

## Управление радиоресурсами
Стандарт IEEE 802.11k фактически направлен на реализацию балансировки нагрузки в радиоподсистеме беспроводной локальной сети. Обычно в таких сетях абонентское устройство соединяется с той точкой доступа, которая обеспечивает наиболее сильный сигнал. Нередко это приводит к перегрузке сети в одной точке, когда к одной точке доступа подключается сразу много пользователей. Для контроля подобных ситуаций в стандарте 802.11k предложен механизм, ограничивающий количество абонентов, подключаемых к одной точке доступа, и дающий возможность создания условий, при которых новые пользователи будут присоединяться к другой точке доступа даже несмотря на более слабый сигнал от неё. В этом случае агрегированная пропускная способность сети увеличивается благодаря более эффективному использованию ресурсов.

## Операции протокола
Алгоритм интеллектуального роуминга, работающий в пользовательском устройстве, позволяет выбрать наилучшую точку доступа, обеспечивающую необходимую пропускную способность и уровень качества обслуживания.
Шаги, выполняемые для переключения на новую точку доступа:
1. Точка доступа определяет что она перегружена, или что клиент отдаляется от неё.
2. Информирует клиента что необходимо подготовиться к переключению на новую точку доступа.
3. Клиент запрашивает список ближайших точек доступа
4. Точка доступа передаёт отчёт о ближайших точках доступа.
5. На основе полученного отчёта клиент подключается к наиболее подходящей точке доступа.